# Брайтшайдт
Брайтшайдт (нем. Breitscheidt) — община в Германии, в земле Рейнланд-Пфальц. 
Входит в состав района Альтенкирхен-Вестервальд. Подчиняется управлению Хам (Зиг).  Население составляет 1008 человек (на 31 декабря 2010 года). Занимает площадь 3,66 км².